# Bataille de Süntelgebirge
La bataille de Süntelgebirge est une bataille terrestre qui se déroule entre des rebelles saxons menés par Widukind et un détachement de forces franques menées par des envoyés de Charlemagne nommés Adalgis, Geilo et Worad au Süntel en 782 pendant les guerres saxonnes.
Peu après la défaite, Charlemagne fait décapiter 4 500 rebelles en une seule journée, dans un événement connu sous le nom de massacre de Verden.

## Prémices
Charlemagne prend la domination absolue sur le royaume franc grâce à la mort surprenante et précoce de son alors seulement 20 ans plus jeune frère Carloman I le 4 décembre 771 et à l'immédiate adoration des grands de son empire dans le palais royal Cobanacum palatium (aujourd'hui Corbeny). Au premier moment possible, à l'été 772, il entame une vaste guerre de conquête contre les territoires tribaux saxons.
Déjà en 777, Karl peut tenir une assemblée impériale franque à la Königspfalz Paderborn, à laquelle l'illustre saxon Widukind ne participe pas ; au contraire, il se réfugie auprès du roi danois. Lors de cette assemblée, des zones de mission ecclésiastique en Saxe se voient établies ; lors de la Diète impériale de Lippspringe en 782, une constitution de comté franc se voit même adoptée. Cela incite les Saxons à se rebeller, et ils se rassemblent sous la conduite de Widukind, revenu du Danemark.

## Position de départ
Les saxons prennent position sur le Süntel. Ici se trouve non seulement un ancien lieu de culte païen sur le Hohenstein, mais également la forteresse surélevée Amelungsburg. Plusieurs armées franques se trouvent en campagne contre les sorbes lorsque la nouvelle de la révolte saxonne leur parvient. Elles abandonnent immédiatement leur objectif initial et se dirigent vers l'armée populaire saxonne. De même, le comte franc Théoderic (Theodericus comes; 782–93) met en mouvement, en toute hâte, des troupes des ripuaires contre les Saxons et se joint aux autres armées franques.

## Déroulement
L'armée régulière sous Geilo se positionne de l'autre côté de la Weser et s'installe sur le bord d'un fleuve. Probablement afin d'obtenir à lui seul l'honneur d'une victoire déjà planifiée, elle entame une attaque précipitée contre le camp des Saxons, que les Francs attendent "en bon ordre". Une partie des guerriers saxons contourne même l'attaque. Ainsi, les Francs se trouvent "pris en tenaille" et sont presque entièrement anéantis. Deux des plus hauts fonctionnaires franques trouvent la mort dans ce processus. Le champ de bataille se voit ensuite attribuer le nom de Dachtelfeld (de tachteln = frapper), le ruisseau qui en découle se teinte de rouge par le sang des abattus et se voit jusqu'à aujourd'hui désigné Blutbach. À proximité du Hohenstein, le nom du Totentals rappelle encore les événements de l'époque.
L'archéologue Erhard Cosack suppose que le lieu de la bataille se situe près de Hachmühlen à la Deisterpforte.

## Conséquences
En 782 encore, Charlemagne fait exécuter de nombreux Saxons au massacre de Verden en conséquence de cette bataille coûteuse pour lui, ces derniers lui étant livrés par les Saxons en tant qu'insurgés selon les Annales franques. Selon une autre version, ce sont des otages que Charlemagne exige, à la manière romaine, comme garantie vis-à-vis des Saxons, et ce, déjà auparavant. De plus, le nombre de victimes est contesté – les sources les plus anciennes parlent de 4500 – un nombre qui, dans l'histoire des sciences de l'Histoire, se voit parfois considérablement revu à la baisse.

## Archéologie
Les traces de la bataille ne se montrent jusqu'à présent pas démontrées archéologiquement. Cependant, dans le contexte chronologique, il existe des découvertes et des trouvailles archéologiques sur la Barenburg ainsi que sur l'Amelungsburg, lesquelles peuvent être liées à la bataille du Süntel. Cela inclut des objets trouvés tels que des couteaux, des flèches, des pointes de lance et des étriers. Les archéologues interprètent cela comme des indices de la présence de troupes saxonnes qui se rassemblent dans les deux refuges. Comme autre indice de la bataille, les archéologues observent les sépultures de deux guerriers à cheval, qui se voient découverts en 2001 dans Sarstedt. Ils se voient enterrés avec leur équipement, constitué d'une lance d'estoc, d'un Scramasaxe et d'un bouclier ainsi que d'un cheval, dans des tombes à chambre. Lors d'une inhumation, une personne de sexe féminin se voit découvrir, dans laquelle une servante se voit considérée comme un sacrifice humain. Les deux guerriers présentent des traces de blessures mortelles par un trou dans le crâne et l'absence d'un membre inférieur.

## Sources
- (de) Wolfgang Braunfels : Der Sachsenkrieg. In: Ders., Karl der Große, Rowohlt Verlag, Hamburg, 1979.  (ISBN 3-499-50187-2).
- (de) Torsten Capelle : Die Sachsen des frühen Mittelalters. Konrad Theiss Verlag, Stuttgart, 1998.  (ISBN 3-8062-1384-4).
- (de) Verena Hellenthal: Widukind. Der Widersacher in Sagen und Legenden. Sutton Verlag, Erfurt, 2009.  (ISBN 978-3-86680-504-0).
- (de) Hans-Dietrich Kahl : Karl der Große und die Sachsen. Stufe und Motive einer historischen "Eskalation". In: Herbert Ludat, Rainer Christoph Schwinges (Hrsg.): Politik, Gesellschaft, Geschichtsschreibung. Giessener Festgabe für František Graus zum 60. Geburtstag, Böhlau Verlag, Köln-Wien, 1982.
- (de) Angelika Lampen: Sachsenkriege, sächsischer Widerstand und Kooperation. In: Christoph Stiegemann & Matthias Wemhoff (Hrsg.): 799. Kunst und Kultur der Karolingerzeit. Karl der Große und Papst Leo III. in Paderborn. Ausstellungskatalog Band 1. Verlag Philipp von Zabern, Mainz, 1999.
- (de) Martin Lintzel : Karl der Große und die Sachsen. In: Ders., Zur altsächsischen Stammesgeschichte (= Ausgewählte Schriften Martin Lintzel, Band 1), Akademie Verlag, Berlin, 1961
- (de)Erhard Cosack : In der Falle. Archäologische Spuren zur Schlacht am Süntel 782 in: Archäologie in Niedersachsen 18/2015, p. 117–120
- (de) Erhard Cosack: Neue Spuren sächsischer Krieger in der Barenburg, bei Eldagsen, Region Hannover, und die Schlacht am Süntel 782 n.Chr. in: Nachrichten aus Niedersachsens Urgeschichte, Bd. 87, 2017, p. 233–246.
- (de) Cosack, E. Der altsächsische "Heidenkirchhof" bei Sarstedt, Ldkr. Hildesheim, und die Schlacht am Süntel 782, 2007.
- (de) Heimbs, G. Die Amelungsburg am Süntel und die Schlacht vom Jahre 782; In: Die Kunde 12, 1944.
- (de) Royal Frankish Annals, in Scholz, B. W. (ed.), Carolingian Chronicles (Ann Arbor, 1970), p. 37–125.